# 과소적합

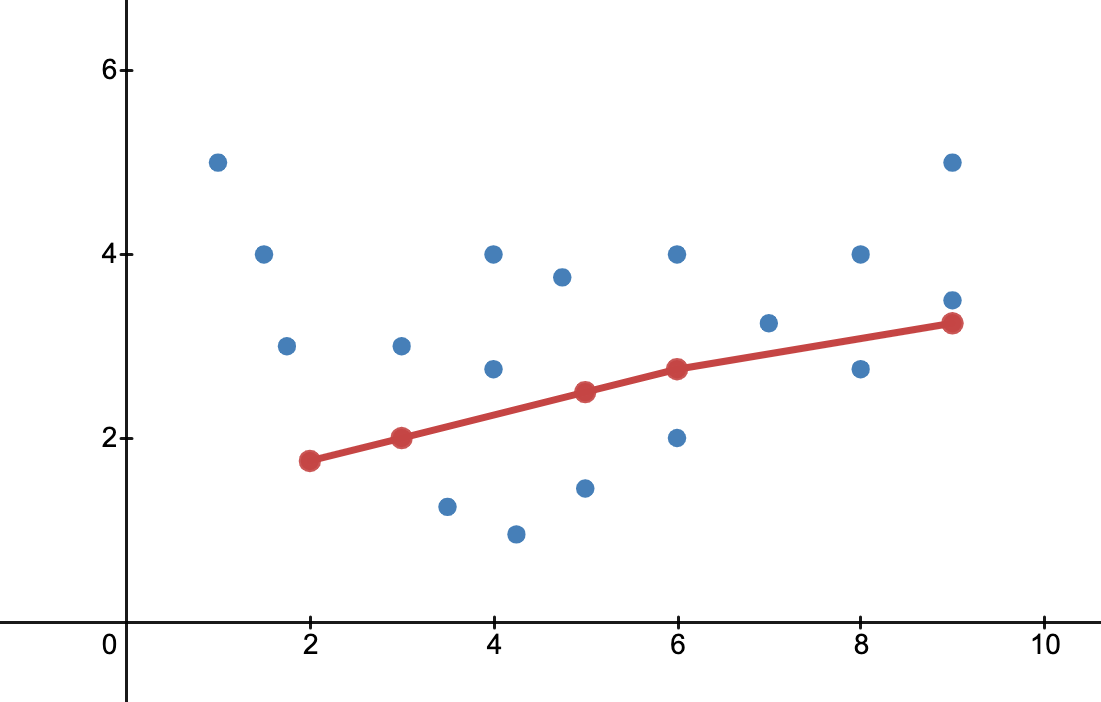
붉은 선은 과소적합된 모델을, 파란 점은 데이터를 나타낸다.

과소적합(過小適合, underfitting)은 기계 학습(machine learning)에서 통계 모형의 능력 부족으로 학습 데이터를 충분히 설명하지 못하도록 부족하게 학습된 것을 뜻한다.

## 같이 보기
- 일반화 오차
- 과적합